# I'm Your Pusher
I'm Your Pusher è una canzone del gruppo tedesco Scooter basata sulla melodia di "Flieger, Grüß' Mir Die Sonne" di Allan Gray e Walter Reisch. È stata pubblicata a maggio 2000 come primo singolo dell'album Sheffield. È il primo singolo ad essere pubblicato sotto la sottoetichetta di Kontor Records, Sheffield Tunes.

## Tracce
1. I'm Your Pusher (Radio Edit) – 3:48
2. I'm Your Pusher (Extended) – 4:46
3. The Pusher 2 – 5:37
4. Firth Of Forth – 3:38